# Lágrimas (canción)
«Lágrimas» es una canción grabada en 2013 por la cantante y compositora mexicana Dulce María con la colaboración vocal de Julión Álvarez. El sencillo Lágrimas, es parte del nuevo material discográfico de Dulce María, intitulado Sin fronteras. La canción es una versión de la canción de lo cantante chileno Koko Stambuk. Fue lanzada el 2 de septiembre de 2013 en la radio y  el mismo día para descarga digital y streaming.

## Antecedentes y composición
El programa Gordo y La Flaca dijo en exclusiva la noticia de que Dulce María y Julión Álvarez unieron sus voces en un dueto para el nuevo disco de la cantante. La canción en ese momento fue titulado Llueven Lágrimas.
El 18 de agosto, la cantante mexicana anunció en su Twitter que la canción es el primer sencillo de su nuevo álbum.

«Lágrimas es mi nuevo sencillo a dueto con Julion Álvarez y el estreno mundial será el lunes 2 el septiembre! Están listos?????
Dulce María confirma el sencillo en su Twitter oficial.

El mismo día, el equipo de la cantante lanzó un comunicado oficial sobre el sencillo:

«El próximo 2 de Septiembre podrás escuchar #Lagrimas el nuevo Single de Dulce María #LagrimasNewSingleDulceMaria.

No hay tiempo que no se cumpla, y finalmente el equipo de SideB Entertainment compañía de Management y Managers de Dulce María junto con su sello discográfico Universal Music Latin Entertainment han podido coordinar lo necesario para que en toda la región de Estados Unidos, Centro y Suramérica así como Europa, puedan tener listo el nuevo single de Dulce María el día 2 de Septiembre.
Al día siguiente, el 3 de septiembre, #Lagrimas podrá ser adquirido en todas las plataformas digitales como iTunes, incluyendo los servicios de steaming como Spotify y Deezer.
Durante algunas horas el hashtag #LagrimasNewSingleDulceMaria se colocó en los trending topics del Worldwide en Twitter, con lo cual se demuestra una vez mas, la expectativa que ha causado el nuevo material de Dulce María.
En esta canción Dulce María invitó a participar a Julión Álvarez , uno de los máximos exponentes de la música regional mexicana (Banda).
En las próximas semanas, se estará grabando el videoclip de la canción #Lagrimas. Se están analizando locaciones en los Estados Unidos, sobre todo en Los Angeles, California.
El nuevo disco de Dulce María sorprenderá a todos ya que tiene diferentes colaboraciones musicales, entre las cuales destacan personajes muy famosos de Brasil, México, Colombia, Argentina y Estados Unidos. El contenido de este nuevo material es una fusión la cual ha resultado de las últimas experiencias de Dulce María por diferentes países y vivencias con distintos personajes.
La producción del Sencillo #Lagrimas estuvo a cargo del productor Brasileño Dudu Borges,quien también ha trabajado con Michel Teló.

SideBentertainment, LLC

## Video
El video fue grabado el 11 de septiembre de 2013 en Los Ángeles, California, con la filmación en un bar y en una playa de Malibu, el video es dirigido por David Rousseau.
El video tuviera su debut oficial el 5 de noviembre de 2013 el canal oficial de la cantante en VEVO y en el programa Lo + de Ritmoson Latino.
En el video se ve a Dulce en diferentes facetas. En la playa con un modelo que la hace de su galán y dan a entender su relación fallida, otra donde está apreciando a Julión en concierto y aparentemente queda flechada de él, una más donde ambos interpretan a su estilo este tema y finalmente escenas donde ella sola viaja por la carretera en un convertible de vuelta a la playa con flashbacks.

## Premios y nominaciones
| Año  | Premio                     | Categoría                            | Indicado                                | Resultado |
| ---- | -------------------------- | ------------------------------------ | --------------------------------------- | --------- |
| 2013 | Premios People en Español  | Mejor Colaboración                   | Dulce María y Julión Álvarez - Lágrimas | Ganador   |
| 2013 | Latin Music Italian Awards | Best Latin Collaboration Of The Year | Dulce María y Julión Álvarez - Lágrimas | Ganador   |

## Historial de lanzamientos
| País                                 | Fecha                    | Formato                        |
| ------------------------------------ | ------------------------ | ------------------------------ |
| Mundo                                | 2 de septiembre de 2013  | Radio                          |
| Camerún Canadá Estados Unidos México | 2 de septiembre de 2013  | Descarga de música / Streaming |
| Mundo                                | 16 de septiembre de 2013 | Descarga de música / Streaming |